# 綏遠事件
綏遠事件（すいえんじけん）は、1936年末、徳王麾下の内蒙軍、李守信や王英などの部隊が関東軍の後援をたのんで綏遠省に進出し、同省主席の傅作義軍に撃退された事件。中国側では綏東事件とも言われる。

## 概要
内蒙における自治の要求はつとに強いものであったが、1933年7月、百霊廟の自治会議から雲王、徳王を中心とする自治運動がめざましくなった。10月の百霊廟の五次会議、11月の中央の黄紹雄、趙丕廉の派遣を経て、翌年2月行政院直属の蒙古地方自治政務委員会（蒙政会）を設けて、何応欽を指導長官とし、雲王、徳王などを委員とした。
西北問題、内蒙古問題が発展すると、国民政府はこれに安んじることなどなく、1936年1月、綏遠省境内蒙古各盟旗政務委員会（綏境蒙政会）を設け、閻錫山を指導長官とし、傅作義の監督の下に沙王以下の委員を任命し、中央的色彩を濃くした。これをもって勢力は二分された。
1935年12月、省主席代理との折衝で宝昌、沽源、張北など6県を内蒙古保安隊の守備とすることに決ったため、同地に李守信が進出していたが、徳王は察哈爾省内にいた。
1936年（昭和11年）5月12日、徳化で蒙古軍政府が成立。主席雲王、総裁・蒙古軍総司令徳王。
1936年夏以来事態はようやく熟し、小衝突もあった。
かくして11月、綏東一帯に戦禍は拡大した。まず9日、内蒙古軍は綏遠省へ侵入する。また当時、日中間で懸案は山積され、中央では川越、張群会談が行われており、13日、中国側はこの事件の背後に日本軍があるとして、態度を俄然硬化させ、日中交渉は逆転した。実際、内蒙古軍は、日本製の武器を使用し、小濱氏善予備役大佐以下十数人の日本人も、顧問の名義で従軍しており、田中隆吉中佐が現地で直接作戦を指導した。
一方、15日以来内蒙軍王英麾下の騎兵は「大漢義勇軍」と称し、「東亜より共産党と国民党を駆逐すべし」との出師の表を発表した。
17日、徳王もすでに1週間前に蹶起していたことが判明し、その防共戦であるとの宣言などにより、事態はいよいよ明白となった。中国側では偽匪と命名し、また故意に川越、張群会談を遷延したのである。
19日ころ戦線は、興和、陶林、武川、固陶、五原と250マイルに延び、おのおの本拠を百霊廟、平地泉に置いた。
内蒙軍の先頭部隊の王英軍は11月中旬、関東軍飛行隊支援の下に攻撃を開始したが、綏遠軍の逆襲を受けて、綏遠軍に百霊廟を占領された。徳王は約4000の金甲山部隊をもって12月3日から百廟霊南方の綏遠軍を攻撃したが、敗退した。内蒙軍を撃破した綏遠軍は12月10日にはシラムリンを占領した。この敗戦中に内蒙軍の一部が反乱を起こし、軍事顧問の小濱大佐以下を射殺して綏遠軍に投降したため、内蒙軍は壊滅的大敗を喫し、再び立つ余力もなかった。
11月21日、日本の外務省から本事件は中国内政問題であり帝国関知せずとの非公式宣言をなした。一方27日、関東軍は防共の立場から大なる関心を有し事態波及の場合の決意を当局談をもって発表、二重外交を呈した。
満州国は関東軍に従った。
百霊廟占拠問題は後に第七十議会において問題となった。
中国ではこれより先、抗日運動が盛んで、ときあたかも日本在華紡のストライキ中であったため、全国的な献金運動、恤兵運動をおこし、傅作義と百霊廟の名はおおきく顕揚され、日本軍恐るるに足らずと思われた。国民政府は百霊廟占拠ののち強硬にも川越、張群会談中の根本要求を一蹴し、在華日本紡績ストライキを厳重取締、日独防共協定に対して防共は内政的問題であるとことさらに主張した。事変後、百霊廟は内蒙軍に奪還され、ここに親日防共蒙疆地区が新しく誕生した。